# カムイト沼
座標: 北緯45度14分8.3秒 東経142度12分36秒 / 北緯45.235639度 東経142.21000度
カムイト沼（カムイトぬま）は、北海道宗谷管内猿払村にある沼。面積0.19㎢、湖岸線延長2.3㎞、平均水深3.5mである。北オホーツク道立自然公園特別保護地域となっている。名称は、アイヌ語のカムイ（神）ト（沼）による。

## 地理
猿払村浅茅野市街地から北に約3キロメートルの場所に位置する。浅茅野湿原と呼ばれる地域にあたる。北オホーツクの海岸に近く、夏、朝霧に包まれることもある。
1925年（大正14年）に札幌鉄道局が発行した「各駅要覧」では「鴨居沼」の名で記載されている。
- 河川 : 猿払川水系

## 自然

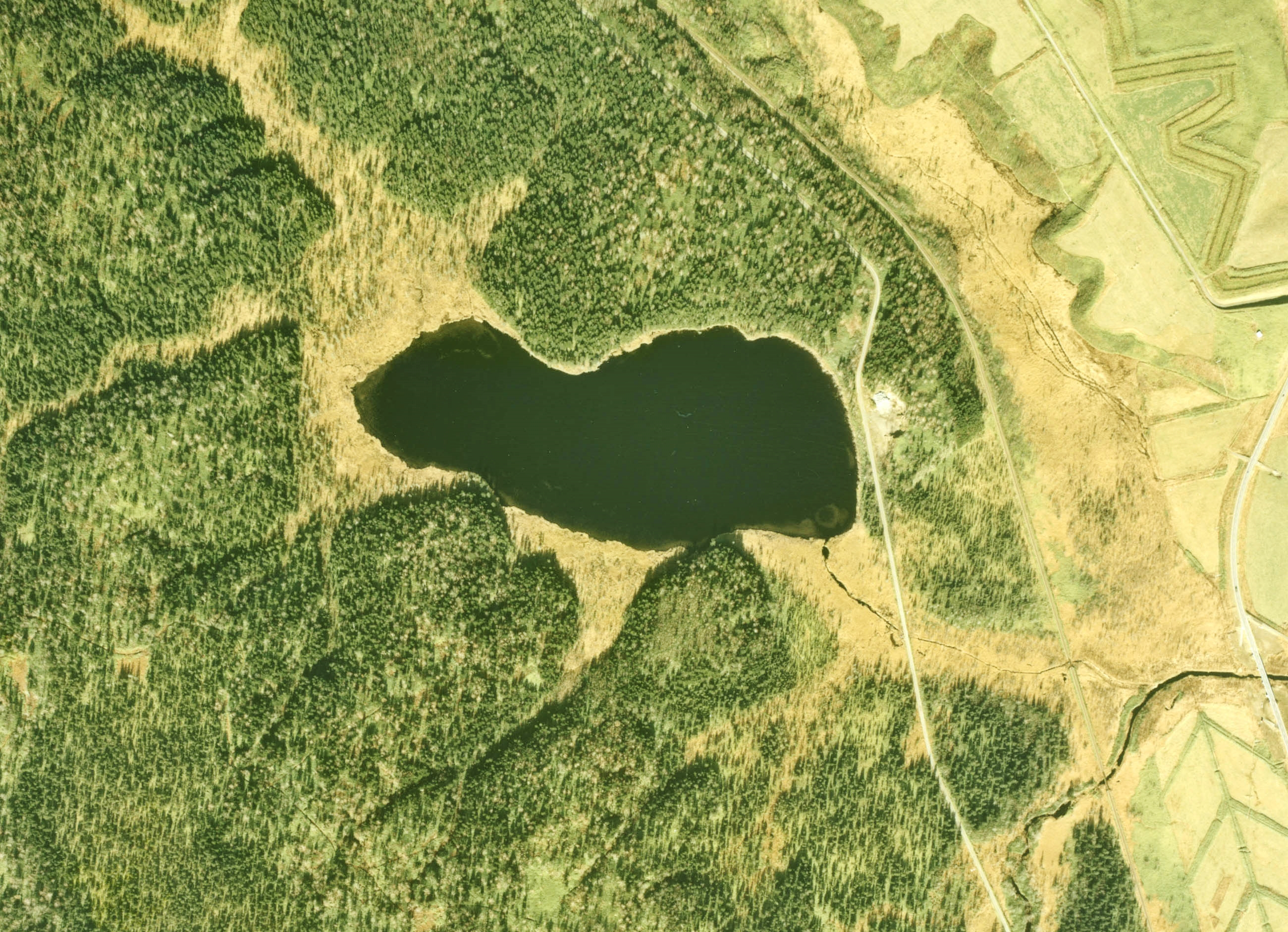
カムイト沼周辺の空中写真。1977年撮影。
。

猿払川の下流域にあり、日本の重要湿地500のひとつ猿払原野に含まれる。タテヤママリモが生息していることで知られ、魚類ではイトウが生息する。
周辺は北オホーツク道立自然公園に指定される湿地帯。沼の周囲はハンノキやトドマツの林となっているほか、多様な水生植物群落を有す。付近にはヒオウギアヤメやゴゼンタチバナなどの高山性植物が群落をなしている。

## 利用
湖畔付近は、看板、駐車場があるほかは大規模な整備はされておらず、静謐である。旧国鉄天北線の線路跡が北オホーツクサイクリングロードとして整備されており、猿払もしくは浜頓別方面から自転車でアクセス可能である。宗谷バス浅茅野停留所が最寄である。